# Peanut gallery
Peanut gallery (en español: galería de cacahuate) es un término de inglés estadounidense que se remonta a la época de vodevil. Es un apodo para los asientos más baratos y aparentemente más alborotados en el teatro, cuyos ocupantes a menudo interrumpen a los intérpretes. El tentempié menos caro servido en el teatro frecuentemente eran cacahuetes, los cuales los miembros del público a veces arrojaban para mostrar su desaprobación. Algunas frases inglesas derivan de este término como:
- "no comments from the peanut gallery" (no se permite comentarios de la galería de cacahuate)
- "quiet in the peanut gallery" (cállense en la galería de cacahuate)
- "throwing peanuts from the gallery" (arrojando cacahuates desde la galería)[1]

Según el lexicógrafo Stuart Berg Flexner, el término se originó en el sur segregado de los Estados Unidos como un sinónimo de los asientos traseros o el paraíso donde los miembros del público de tez negra se sentaban. Se debate el elemento racial de la frase, y además se falta esta información en el Oxford English Dictionary.

## En la cultura popular
En 1943 el programa de radio infantil, Howdy Doody, adoptó el nombre para su público de niños presente en el estudio. Howdy Doody es más famoso como un programa de televisión, en el cual incluyó público en la Peanut Gallery, en ese entonces en cámara. 
Peanut Gallery había sido el origen del nombre de la tira cómica Peanuts, un nombre con el que se ofendió Schulz extremadamente y nunca lo entendió. Schulz había querido mantener el nombre de su tira cómica anterior, L'il Folks. No obstante, United Feature Syndicate señaló que el nombre era demasiado similar al de otras tiras cómicas como Little Folks y Li'l Abner. Por ende, se escogió Peanuts.
El entrenador de fútbol brasileño Luiz Felipe Scolari introdujo un término similar. Llamó al público quejante de Palmeiras que se sentó en los asientos más cercanos "la pandilla de cacahuate" (portugués: Turma do Amendoim).
El poema "The Play" de C. J. Dennis, de la obra Songs of a Sentimental Bloke (Canciones de un compadre sentimental), que recapitula la escena del suicido de Romeo y Julieta, termina con la declaración de bathos "'Peanuts or lollies!' sez a boy upstairs" ("'Cacahuates o paletas!' dice un chico arriba.").